# Koragondahalli, Kolar
Koragondahalli là một làng thuộc tehsil Kolar, huyện Kolar, bang Karnataka, Ấn Độ.